# Dsegh
Dsegh (en arménien Դսեղ ; de 1938 à 1969 Toumanian) est une communauté rurale du marz de Lorri en Arménie. En 2008, elle compte 2 193 habitants.